# Monsters in Love
Albums de Dionysos
Western sous la neige La Mécanique du cœur
Singles
1. Tes lacets sont des fées
Sortie : août 2005
2. La Métamorphose de mister chat
Sortie : mars 2006
3. Miss Acacia
Sortie : août 2006
4. Neige
Sortie : novembre 2006

Monsters in Love est le cinquième album studio du groupe de rock français Dionysos, sorti le 29 août 2005.
Les singles tirés de cet album sont Tes lacets sont des fées sorti en août 2005, La Métamorphose de mister chat sorti en mars 2006 et Miss Acacia sorti en août 2006. Neige est aussi considéré comme un single, un clip ayant été fait pour cette musique en novembre 2006 par Stéphane Berla.

## Titres de l'album
| No  | Titre                            | Durée |
| --- | -------------------------------- | ----- |
| 1.  | Giant Jack’s Theme               | 0.31  |
| 2.  | Giant Jack                       | 3.17  |
| 3.  | La Métamorphose de mister Chat   | 3.20  |
| 4.  | L’Homme qui pondait des œufs     | 3.41  |
| 5.  | Broken Bird                      | 4.59  |
| 6.  | Miss Acacia                      | 3.13  |
| 7.  | Le Retour de Bloody Betty        | 2.51  |
| 8.  | Mon ombre est personne           | 3.31  |
| 9.  | I Love Liou                      | 2.01  |
| 10. | Lips Story in a Chocolate River  | 3.46  |
| 11. | Giant John et le sanglophone     | 1.28  |
| 12. | Tes lacets sont des fées         | 3.11  |
| 13. | Old Child                        | 3.33  |
| 14. | Monsters in Love                 | 2.46  |
| 15. | Midnight Letter                  | 1.05  |
| 16. | Neige + I Did Acid With Caroline | 4.40  |

## Musiciens et instruments
Pour cet album, Mathias Malzieu joue de la guitare, du ukulélé et s'occupe des parties chantées ; Michaël Ponton (Miky Biky) s'occupe des guitares, du lapsteel, des programmations, scratchs et des chœurs ; Élisabet Maistre (Babet) joue du violon, du violoncelle, des castagnettes et chante ; Éric Serra-Tosio (Rico) joue des percussions, et donc de la batterie et du washboard, mais il s'occupe aussi de petits bruits de sonnettes, de clés et ce sont ses sifflements que l'on peut distinguer dans plusieurs chansons. Guillaume Garidel (Guillermo) joue de la basse, de la contrebasse, du clavier, du appeau et participe aux chœurs et pour finir Stéphan Bertholio (Stéphano) joue de la scie musicale, du clavier, du glockenspiel et du mélodica.
En dehors du groupe, The Kills, un autre groupe, a participé pour une chanson : les membres chantent pour la chanson Old Child. Andy Maistre apparaît aussi pour les chœurs sur Neige. Pour les cordes, on retrouve Silke Volland au violon et aux arrangements, Tobias Unterberg au violoncelle, Yvonne Fechner au violon pour plusieurs morceaux et Bethany Porter au violoncelle pour Giant John et le sanglophone. Pour les cuivres, ont participé Mike Daden au trombone, Dolan Jones à la trompette, Dan Jones au tuba et David Vernon (Jesse Morningstar) pour les arrangements. Pour finir, certains musiciens additionnels ont aussi participé comme Sophie Whitehead pour les claquettes sur Le Retour de Bloody Betty et John Parish lui-même joue du tambourin, des œufs-maracas, du glockenspiel et parle sur Giant John et le sanglophone.

## Inspiration
Cet album est en grande partie inspiré par Maintenant qu'il fait tout le temps nuit sur toi, un livre écrit par le chanteur de Dionysos, Mathias Malzieu, qui parut peu de temps avant la sortie de l'album. Ainsi les chansons Miss Acacia, Giant Jack, Mon ombre est personne, Midnight Letter, Giant John et le Sanglophone ainsi que Neige sont plus ou moins reliées au roman.
Le but de cet album est de raconter des histoires et d'avoir l'impression que chaque titre pourrait être le titre d'un film, on peut le voir sur Le Retour de Bloody Betty. De plus cet album est le premier de Dionysos où le ukulélé apparaît, sur la plupart des chansons. L'album en général semble être moins rock et plus calme donc que son prédécesseur Western sous la neige.
On y retrouve également un univers ressemblant à celui du réalisateur Tim Burton par son côté sombre et mystérieux, voire fantastique.

## Monsters in Love
Après la sortie de l'album, une grande tournée suivit, et c'est durant cette tournée que Dionysos va inventer une sorte de jeu avec son public à chaque concert : le concours du « ta gueule le chat », qui consiste à hurler le plus fort possible « ta gueule le chat », une phrase de la chanson La Métamorphose de Mister Chat. Plusieurs champions du monde se sont succédé, Le Zénith de Paris de 2006 puis le Zénith de Paris de 2008 par exemple. Durant la tournée, d'anciennes chansons furent jouées bien évidemment, Song for jedi par exemple ou encore Mc Enroe's Poetry. Le concert visible dans le DVD présente aussi d'autres caractéristiques : une extension de la chanson Le Retour de Bloody Betty pour permettre à Mathias Malzieu de sauter dans la foule, ou encore un pogo silencieux sur Tes lacets sont des fées. Une reprise était aussi présente durant les concerts : il s'agissait de Thank you Satan de Léo Ferré.
Un concert en live a été enregistré au Zénith de Paris le 28 octobre 2006. Il a été diffusé en DVD sous le titre Monsters in Live.
Ce concert présente la particularité d'être orchestré par le groupe Dionysos ainsi que par la Synfonietta de Belfort, chaque ensemble musical occupant la moitié de la scène.